# 波離間投げ
波離間投げ、もしくは播磨投げ（はりまなげ）とは、相撲の決まり手のひとつである。

## 解説
この技は相手が両差しで低く攻めてきたところを頭越しに上手から褌を両手で取り、自分の後方にうっちゃりのように投げ捨てる技。かなりの身長差と力の差が必要である。普通は土俵際の捨て身の技だが、土俵中央で決まる場合もある。名称には「投げ」と付いているが、技の性質上は捻り手に分類されている。
豪快な決まり手のため記録されると話題になることが多く、1977年9月場所初日、関脇・鷲羽山に土俵際いっぱいに押し込まれた大関・若三杉（のち2代目若乃花）が、上体を土俵の外に反らし、さらに左足を取られた状態という信じられない体勢から左手1本で決めた波離間投げは、今なお語り草となっている。
平成に入ってからは198cmの長身と怪力でならした元大関・把瑠都がこの波離間投げを得意としており、2006年5月場所12日目（対岩木山）、2010年11月場所2日目（対阿覧）、2012年7月場所6日目（対若荒雄）の3度記録した。元幕内・太刀光（後にプロレスに転身）は十両在位19場所中に波離間投げを4度記録した。
直近の幕内では、2023年3月場所中日に北青鵬が琴恵光に対して、それ以前には、幕内で2014年9月場所10日目に常幸龍が遠藤に、2017年9月場所14日目に栃ノ心が石浦に、2018年3月場所5日目に栃煌山が竜電に、2021年7月場所初日に一山本が石浦に対して、十両では2016年9月場所2日目に安美錦が里山に対して、直近では2024年1月場所10日目に勇磨が北磻磨に対してこの技を決めている。